# David Clarke (cyclisme)
Pour les articles homonymes, voir David Clarke (homonymie) et Clarke.
David Clarke, né le 20 mai 1979, est un coureur cycliste britannique.

## Palmarès
- 1997
  - Tour du Pays de Galles juniors
- 1999
  - 2e du Beaumont Trophy
- 2001
  - 3e du Grand Prix d'Oradour-sur-Vayres
- 2003
  - 3e du championnat de Grande-Bretagne de la montagne
- 2004
  - 2e étape du Tour Alsace
  - 2e du Grand Prix du Faucigny
- 2005
  - 2ea étape du Tour de Guadeloupe
  - 3e du championnat de Grande-Bretagne de la montagne
- 2006
  - 2e de la Perfs Pedal Race
  - 2e du championnat de Grande-Bretagne de la montagne
- 2007
  - 2e du championnat de Grande-Bretagne de la montagne
- 2009
  - Tour du Cameroun :
    - Classement général
    - 6e étape
- 2013
  - 3e du Tour de Java oriental

## Classements mondiaux
| Année           | 2005 | 2006 | 2007 | 2008   | 2009 | 2010 | 2011  | 2012 | 2013 | 2014 | 2015 |
| --------------- | ---- | ---- | ---- | ------ | ---- | ---- | ----- | ---- | ---- | ---- | ---- |
| UCI Africa Tour |      |      |      |        | 13e  | 154e |       |      |      |      | 147e |
| UCI Asia Tour   |      |      |      |        |      |      |       |      | 138e |      |      |
| UCI Europe Tour | 758e |      |      | 1 139e |      | 873e | 1200e | 769e |      |      |      |